# Chrześcijańskie Stowarzyszenie Akademickie
Chrześcijańskie Stowarzyszenie Akademickie (ChSA) – ewangelikalna organizacja zrzeszająca studentów i absolwentów wyższych uczelni oraz uczniów szkół średnich będących chrześcijanami. ChSA posiada osobowość prawną od 1989 i jest obecna w większości ośrodków akademickich Polski. Stowarzyszenie należy do Aliansu Ewangelicznego w RP oraz International Fellowship of Evangelical Students.